# 施文 (羽毛球運動員)
施文（1963年—），中國前女子羽球運動員。

## 簡歷
1983年，施文贏得波蘭羽球公開賽的女子單打、女子雙打、混合雙打三項冠軍頭銜。1986年，她贏得馬來西亞羽球公開賽和印尼羽球公開賽的女子單打冠軍。